# رحلة الخطوط الجوية الكويتية رقم 422
الخطوط الجوية الكويتية الرحلة 422 المُسماة باختطاف الجابرية هو حادث اختطاف طائرة تم في يوم 5 أبريل عام 1988، حيث كانت طائرة الخطوط الجوية الكويتية رحلة رقم 422 تحلق في الأجواء العمانية متجهة إلى الكويت قادمة من مطار بانكوك في تايلند، اختطفت في طريقها من بانكوك، تايلاند، إلى الكويت في 5 أبريل 1988، مما أدى إلى أزمة الرهائن التي استمرت 16 يومًا وشمل ثلاث قارات. ونفذ عملية الاختطاف عدد من المقاتلين اللبنانيين الذين طالبوا بالإفراج عن 17 سجينا شيعيا محتجزا لدى الكويت لدورهم في تفجيرات الكويت عام 1983. أثناء الحادث، أجبرت الرحلة في البداية على الهبوط في إيران، وسافرت على مسافة 3200 ميل من مدينة مشهد في شمال شرق إيران إلى لارنكا، قبرص، وأخيراً إلى الجزائر.
أرسلت الكويت مسؤولين للتفاوض مع المجموعة، لكن المحادثات كانت محبطة لأنهم رفضوا إطلاق سراح السجناء. قُتل اثنان من الرهائن خلال الحصار، قبل انتهائه في الجزائر في 20 أبريل. وتم السماح للخاطفين - الذين تشتبه الكويت في انتمائهم إلى منظمة حزب الله اللبنانية - بالخروج من الجزائر. لمدة 16 يومًا، أصبحت الأزمة واحدة من أطول رحلات الطيران في العالم.

## الطائرة
هي طائرة الخطوط الجوية الكويتية رحلة رقم 422 وهي من نوع جامبو (بوينغ 747) القادمة من بانكوك إلى مسقط ثم إلى الكويت.

### ركاب الطائرة
كان على متن الطائرة 96 راكبا بجنسيات مختلفة بالإضافة إلى أفراد طاقمها البالغ عددهم 15 شخصا يرأسهم طيار عراقي ومساعد طيار كويتي بمجموع 111 شخص.

### الخاطفين
أحصى ركاب الطائرة عدد الخاطفين حيث أكدوا بأن عددهم ثمانية أشخاص حيث ظهروا بقمصان طويلة بيضاء تشبه الأكفان وكتب عليها باللون الأحمر «نعشق الشهادة».
وأكد أحد الرهائن (خالد القبندي) في لقاء على تلفزيون قناة الوطن بأن رئيس الخاطفين كان اللبناني عضو حزب الله عماد مغنيه.

### الضحايا
لقي اثنان من ركاب الطائرة حتفهم وهما مواطنان كويتيان:
- عبد الله حباب الخالدي.
- خالد أيوب الأنصاري.

## تفاصيل الحادثة
أثناء طيران الطائرة من بانكوك إلى الكويت دخل مسلحان قمرة القيادة وطلبا من قائدها الكابتن صبحي يوسف ومساعده عيد العازمي التوجه «نحو الشمس» أي باتجاه الشرق، وبعد تحليق دام أكثر من ساعتين هبطت الطائرة في مطار مشهد. اتضحت مطالب الخاطفين المتمثلة بإطلاق سراح سجناء لهم في الكويت تم اعتقالهم بعيد تفجيرات استهدفت البنية التحتية لدولة الكويت إضافة لسفارتي فرنسا والولايات المتحدة فيها وذلك بتاريخ 12 ديسمبر عام 1983.
غادرت الطائرة بعد أربعة أيام متجهة غربا دون تحديد وجهة معينة، واتضح فيما بعد محاولتها الهبوط في مطار بيروت الذي أغلق في وجهها مما ترتب عليه عدة محاولات يائسة للهبوط فيه بدون جدوى لتسمح سلطات قبرص لها بالهبوط في لارنكا لدواع إنسانية جنبت الطائرة كارثة حتمية بسبب نفاد الوقود.
في لارنكا أقدم الخاطفون على قتل مواطنين كويتيين للضغط على السلطات لتزويد الطائرة بالوقود وهذا ما تم بالفعل لتتجه الطائرة إلى مطار هواري بو مدين في الجزائر العاصمة حيث مكثت الطائرة تسعة أيام أخرى لتسجل أطول فترة اختطاف في تاريخ الطيران. وفي ظروف غامضة ونتيجة لمفاوضات وصفقات لم يتم الكشف عنها حتى اليوم سُمح للخاطفين بمغادرة الجزائر بطائرة أخرى في مقابل إطلاق سراح الرهائن لتطوي رحلة من العذاب استمرت ستة عشر يوما لركابها. وتعد هذه حلقة في مسلسل الإرهاب الذي تعرضت له الكويت بسبب الوضع الإقليمي السائد في فترة الثمانينيات ودور الكويت في الصراعات القائمة آنذاك.
تم إنشاء فيلم وثائقي عن اختطاف الجابرية للمخرج يعقوب يوسف عبد الله وهو قيد الادراج في مكتبة الكونغرس وكذلك كتاب أشهر الجرائم السياسية في الكويت لصباح الشمري.